# 薩爾曼·托爾
薩爾曼·托爾（Salman Toor，1983年—）是一名居住在美国纽约市的巴基斯坦画家。
托爾的作品里的主题大多是年轻的南亚男子在虚构的南亚或纽约市情景中的生活。他的其中一件作品就是《女孩與司機》（Girl with Driver）。这件作品在2021年6月在香港富艺斯以美金$890,000卖出，价格为原本估价的五倍。